# Sibyl – Therapie zwecklos

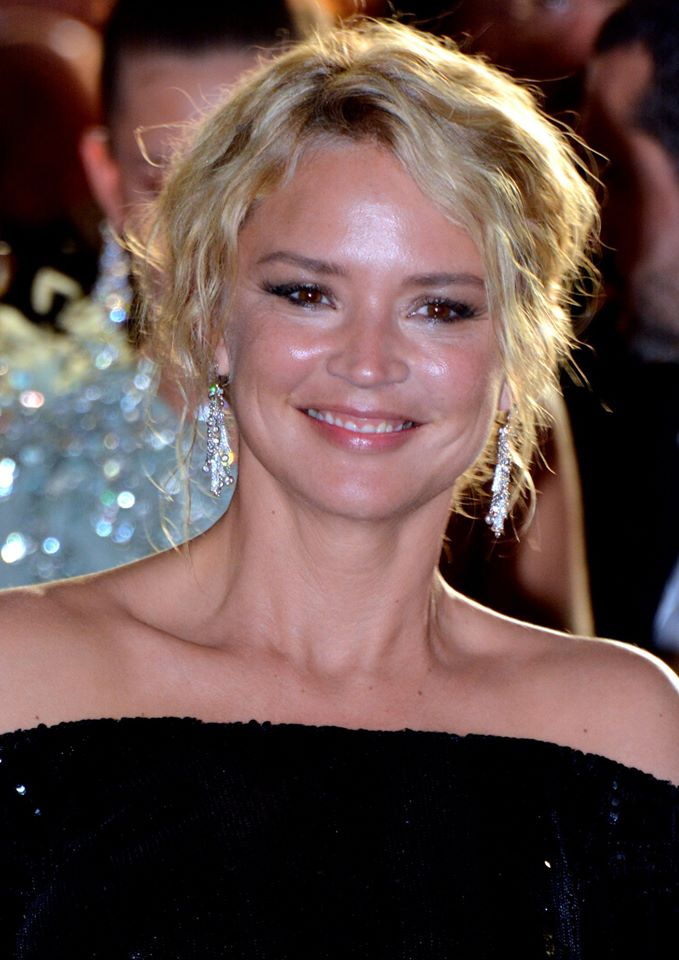
Virginie Efira spielt in der Hauptrolle Sibyl (Foto von 2019)

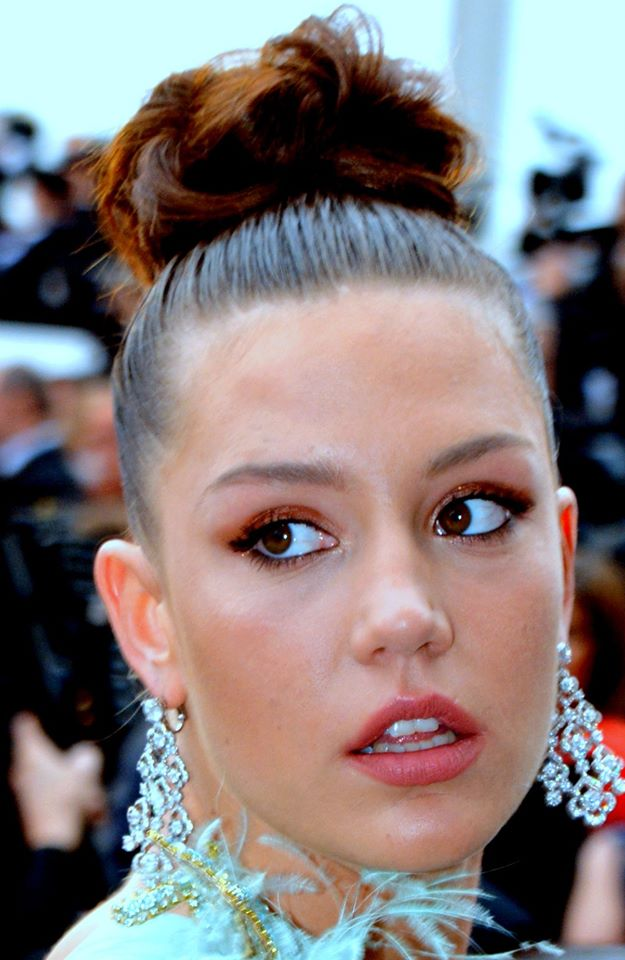
Adèle Exarchopoulos spielt Margot (Foto von 2019)

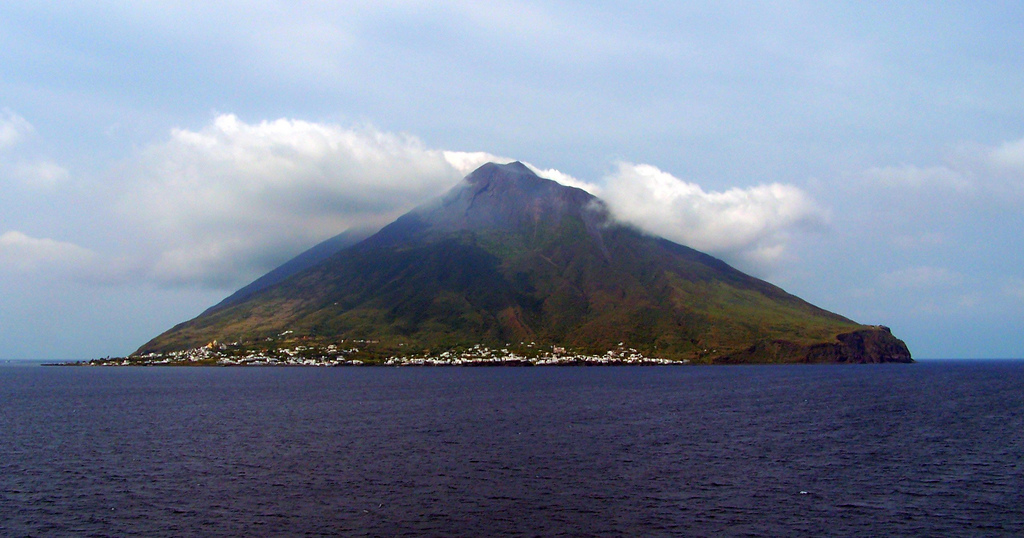
Wichtige Szenen des Films wurden auf der italienischen Insel Stromboli gedreht

Sibyl – Therapie zwecklos (Originaltitel Sibyl) ist ein französisch-belgisches Filmdrama aus dem Jahr 2019. Der Film hatte seine Premiere am 24. Mai 2019 bei den Internationalen Filmfestspielen von Cannes.

## Handlung
Sibyl arbeitet als Psychotherapeutin, würde aber gern wieder ihrer früheren Leidenschaft des Schreibens nachgehen und einen Roman veröffentlichen. Sie gibt kurzerhand fast all ihre Patienten ab, doch plötzlich braucht die junge Schauspielerin Margot ihre Hilfe. Sibyl wollte eigentlich keine neuen Patienten mehr annehmen, ist aber fasziniert von Margot. Diese ist von Schauspielkollege Igor schwanger und muss sich entscheiden, ob sie einen Schwangerschaftsabbruch durchführen lässt oder nicht. Verkompliziert wird das Ganze dadurch, dass Igor mit Mika liiert ist, der Regisseurin des Films, in dem beide aktuell mitspielen. Für Sibyl scheint Margot eine Quelle an Inspiration für ihren Roman zu sein. Auch erkennt sie sich irgendwie in ihr wieder. Sibyls Leben verlief auch kompliziert. So hatte sie eine leidenschaftliche Affäre, aus der ihre Tochter entstand, und auch mit Alkoholproblemen zu kämpfen.
Zwischen den Frauen kommt es zu gewissen ungesunden Abhängigkeiten voneinander, und in der Supervision wird Sibyl entschieden angemahnt, die Interaktion mit Margot professionell zu halten. Margot entscheidet sich dafür, das Kind abzutreiben und den Film zu drehen. Dann ruft Igor Sibyl an: Margot sei zwei Tage verschwunden gewesen, habe Tabletten zu sich genommen und verlange jetzt nach ihr. Sibyl macht sich auf den Weg nach Stromboli, dem Drehort, und unterstützt Margot beim Dreh. Schon bald muss Sibyl als Anspielpartnerin einspringen, und als Mika bei einer misslungenen Szene entnervt vom Boot ins Mittelmeer springt, muss sie für diese Szene Regieanweisungen geben. Als Sibyl an einem der Abende mit Igor schläft und dies herauskommt, kränkt dies sowohl Margot als auch Mika. Sibyl wird von der verärgerten Regisseurin zurück nach Paris geschickt. Sibyl widmet sich wieder ihren Patienten und ihrem Roman, den sie auch veröffentlichen kann. Weder ihre Schwester noch ihr Partner lesen jedoch ihr Buch.
Bei der Premiere des Films betrinkt sich Sibyl, Margot kümmert sich um sie und berichtet, ihr Buch gekauft zu haben. Sibyl beichtet ihr, dass es im Roman Ähnlichkeiten einer Figur mit Margot gebe. Margot stört dies nicht, es schmeichelt ihr vielmehr.
Sibyl besucht wieder Treffen der Anonymen Alkoholiker. Sie berichtet dem Publikum abschließend, dass sie auf Abstand zu den Menschen gehe und diese wie Romanfiguren begreife. Ihr Leben sei eine Fiktion, die sie selber gestalten könne. Auch den emotionalen Abstand zu ihrem jetzigen Partner bewertet sie als positiv. Die nächste Szene zeigt Sibyl in einem Gespräch mit ihrer Tochter. Diese fragt, wer ihr Vater war, und erkundigt sich, ob Sibyl an ihn denke, wenn sie sie sieht. Sibyl erwidert, dass ein Teil ihres Vaters in ihr weiterlebe. Auf ihre Frage, ob dies schön für sie sei, umarmt Sibyl ihre Tochter und beginnt zu schluchzen.

## Synchronisation
Die deutsche Synchronisation übernahm die DMT Digital Media Technologie GmbH. Die Dialogregie führte Celine Fontanges, die auch das Dialogbuch schrieb.
| Rolle          | Schauspieler         | Deutsche Stimme       |
| -------------- | -------------------- | --------------------- |
| Sibyl          | Virginie Efira       | Katrin Zimmermann     |
| Margot Vasilis | Adèle Exarchopoulos  | Maximiliane Häcke     |
| Igor           | Gaspard Ulliel       | Asad Schwarz          |
| Mika           | Sandra Hüller        | Sandra Hüller         |
| Edith          | Laure Calamy         | Traudel Sperber       |
| Gabriel        | Niels Schneider      | Patrick Adrian Stamme |
| Étienne        | Paul Hamy            | Christian Stark       |
| Dr. Katz       | Arthur Harari        | Robert Kotulla        |
| Daniel         | Adrien Bellemare     | Tom Wiedemann         |
| Selma          | Jeane Arra-Bellanger | Emilia Gebauer        |
| Livia          | Liv Harari           | Viviana Weissmann     |
| Galotin        | Lorenzo Lefèbvre     | Tommasco Caciapuotti  |
| Verleger       | Aurélien Bellanger   | Sascha Drager         |

## Produktion
Der Film wurde im Juni und Juli 2018 in Frankreich (in Paris, Varengeville-sur-Mer, Le Tréport, Ivry-sur-Seine) und Italien (auf der Insel Stromboli) gedreht.
Schon in ihrem vorherigen Film Victoria – Männer & andere Missgeschicke arbeitete Regisseurin Justine Triet mit der Schauspielerin Virginie Efira zusammen. Auch dort spielte diese die Hauptrolle.

## Filmmusik
- Fever (Eddie Coolie, John Davenport, interpretiert durch Virginie Efira)
- Blue Veins (Jack White, Brendon Benson, interpretiert durch The Raconteurs)
- Un giorno come un altro (Nino Ferrer)
- Lacrimosa (Wolfgang Amadeus Mozart)
- Der Sommer – Die vier Jahreszeiten (Antonio Vivaldi)
- Un giorno come un altro (Nino Ferrer)
- Murder riser (Marc Sylvan)
- Sometimes I feel like a Motherless child (Julie London)
- Good bait (Count Basie, Tadd Dameron, interpretiert durch Nina Simone)
- Stromboli Spleen (Benoît Daniel)
- Motherless child (arrangiert durch Leslie Humphries, interpretiert durch The Les Humphries Singers)
- Rua Madureira (Diane Berretta, Nino Ferrer, interpretiert durch Bianca Lamuzza)
- Shahradoba (Cindy Walker, interpretiert durch Roy Orbison)
- Two opposing impulses (Benoît Daniel)
- Fading raser (Marc Sylvan)

## Rezeption

### Kritiken
Das Lexikon des internationalen Films verleiht dem Film insgesamt 3 von 5 möglichen Punkten. Es schreibt: „Eine vor allem von der vielschichtigen und widersprüchlichen Hauptfigur getragene, dramatisch-komische Versuchsanordnung über Wirklichkeit und Täuschung, Manipulation und Kreativität. Die Konfliktmasse ist dabei Programm, überfrachtet allerdings die Handlung, die sich eher ruckhaft entwickelt.“
Hannah Pilarczyk bezeichnet den Film in ihrer Besprechung bei Spiegel Online als einen Ausnahmefilm, in dem Regisseurin Justine Triet temporeich „[h]artes Drama und leichtfüßige Komödie“ wie zwei Pferde einspanne und so den Film ziehen ließ. Triet würde ihren Film mit großer emotionaler Klarheit inszenieren, deshalb gerate der Film weder überladen noch platt. Sie stünde auch in den schlimmsten Momenten an der Seite ihrer Figuren. Virginie Efira überzeuge als Hauptdarstellerin, für Pilarczyk sei sie eine der sehenswertesten Schauspielerinnen der Gegenwart. Sandra Hüller spiele ihre Nebenrolle als entnervte Regisseurin, die schließlich hinschmeißt, grandios.
Annett Scheffel schreibt in der Süddeutschen Zeitung, Regisseurin Justine Triet habe eine Schwäche für starke, moderne Frauen, die in ihrem Gefühlschaos immer kurz vor dem Nervenzusammenbruch stünden. Sibyl sei ein „tragikomisches Psychogramm, das mit trockenem Humor zwischen den Meta-Ebenen springt“.
Oliver Armknecht beschreibt den Film bei film-rezensionen.de als ein zu Beginn durchaus ernstes Drama, welches sich dann zu einer Groteske entwickele. Es gehe inhaltlich um den Traum der eigenen Bedeutung, damit könne man sich als Zuschauer gut identifizieren, dies würde Mitgefühl erzeugen. Insgesamt sei Sibyl ein „amüsanter kleiner Film über große Träume und lauter Leute, die irgendwie alle eine Therapie bräuchten, wenn auch nicht unbedingt bei Sibyl.“ Der Film erhält insgesamt 7 von 10 Punkten.

### Einspielergebnis
Der Film spielte weltweit ungefähr 2,9 Millionen US-Dollar ein, wobei der Großteil der Einnahmen auf Kinovorstellungen in Frankreich zurückzuführen ist.